# Rhodocantha
Rhodocantha és un gènere monotípic d'arnes de la família Crambidae. Conté només una espècie, Rhodocantha diagonalis, que es troba a Amèrica del Nord, on s'ha registrat a Nou Mèxic i Texas.